# Староаврамовка (Хорольский район)
Староаврамовка (укр. Староаврамівка) — село,
Староаврамовский сельский совет,
Хорольский район,
Полтавская область,
Украина.
Код КОАТУУ — 5324885401. Население по переписи 2001 года составляло 564 человека.
Является административным центром Староаврамовского сельского совета, в который, кроме того, входят сёла
Бутовцы,
Глубокая Долина,
Княжая Лука,
Пристань,
Радьки и
Стайки.

## Географическое положение
Село Староаврамовка находится на правом берегу реки Хорол,
выше по течению на расстоянии в 1,5 км расположено село Стайки,
ниже по течению примыкает село Бутовцы,
на противоположном берегу — село Новоаврамовка.
Река в этом месте извилистая, образует лиманы, старицы и заболоченные озёра.

## История
Георгиевская церковь известна с 1752 года
Возникло село в начале XVIII века.
Село имеется на карте 1787 года

## Экономика
- Молочно-товарная ферма.
- Агрофирма "Астарта".

## Объекты социальной сферы
- Школа.
- Фельдшерско-акушерский пункт.
- Детский сад